# Парламентские выборы в Ливане (1943)
Парламентские выборы в Ливане 1943 года проходили в преддверии провозглашения независимости Ливана, состоявшегося в ноябре того же года. Выборы проходили 29 августа 1943 года, в некоторых округах прошёл второй тур выборов 4 сентября. Независимые кандидаты получили большинство мест в парламенте. Явка избирателей составила 50,9 %.

## Результаты выборов
| Партия                                       | Чмсло поданых голосов | %   | Мест в парламенте |
| -------------------------------------------- | --------------------- | --- | ----------------- |
| Независимые                                  |                       |     | 36                |
| Национальный блок (Ливан)                    |                       |     | 11                |
| Конституционный блок                         |                       |     | 6                 |
| Армянская демократическая либеральная партия |                       |     | 1                 |
| Армянская революционная федерация            |                       |     | 1                 |
| Недействительные бюллетени                   |                       | -   | -                 |
| Всего                                        | 129,621               | 100 | 55                |
| Источник: Nohlen и др.                       |                       |     |                   |